# Morovis
Morovis ist eine der 78 Gemeinden von Puerto Rico.
Sie liegt im Zentrum von Puerto Rico. Sie hatte 2019 eine Einwohnerzahl von 30.335 Personen.

## Geografie
Morovis liegt in der zentralen Region der Insel, nördlich von Orocovis, südlich von Manatí, Vega Baja und Vega Alta; östlich von Ciales, und westlich von Corozal. Morovis ist Teil der Agglomeration der Stadt San Juan.

## Geschichte
Im Jahr 1815 begann eine Gruppe von Einwohnern unter der Führung von Don Juan José de la Torre den Prozess der Trennung von Morovis und Manatí. Im Jahr 1817 genehmigte die Regierung von Puerto Rico die Abtrennung, aber erst 1818 waren die Voraussetzungen von eintausend Einwohnern und dem Bau einer Kirche und einiger anderer öffentlicher Gebäude erfüllt, so dass die Stadt Morovis offiziell gegründet wurde. Im Jahr 1822 wurde das Bürgermeisteramt errichtet und 1823 wurde die neue Kirche gebaut. Morovis hat einen besonderen Spitznamen. Es war die einzige Gemeinde in Puerto Rico, die 1853 nicht von einer Cholera-Epidemie heimgesucht wurde; infolgedessen wurde die Redewendung la isla menos Morovis (die ganze Insel außer Morovis) geprägt, die die Stadt informell in Puerto Rico identifiziert. Die meisten Puerto Ricaner glauben, dass der Ausdruck eine negative Konnotation gegen moroveños hat, während er in Wirklichkeit das Gegenteil bedeutet.

## Gliederung
Die Gemeinde ist in 14 Barrios aufgeteilt:
1. Barahona
2. Cuchillas
3. Fránquez
4. Monte Llano
5. Morovis barrio-pueblo
6. Morovis Norte
7. Morovis Sud
8. Pasto
9. Perchas
10. Río Grande
11. San Lorenzo
12. Torrecillas
13. Unibón
14. Vaga